# Gerrit Glomser
Gerrit Glomser (Salzburgo, 1 de abril de 1975) es un ciclista austriaco que fue profesional desde el año 1998 hasta 2009 y casi todas sus victorias las consiguió en su país.

## Palmarés
1995
- 3.º en el Campeonato de Austria en Ruta

1997
- Trofeo de Ciudad de Brescia

2001
- 2.º en el Campeonato de Austria en Ruta

2002
- Vuelta a Austria

2003
- Vuelta a Austria, más 2 etapas

2004
- 1 etapa de la Vuelta a Austria

2005
- Campeón de Austria en Ruta

2007
- 1 etapa de la Vuelta a Austria

## Resultados en Grandes Vueltas y Campeonatos del Mundo
| Carrera         | Carrera         | 1998 | 1999 | 2000 | 2001 | 2002 | 2003 | 2004 | 2005 | 2006 | 2007 | 2008 | 2009 |
| --------------- | --------------- | ---- | ---- | ---- | ---- | ---- | ---- | ---- | ---- | ---- | ---- | ---- | ---- |
|                 | Giro de Italia  | ―    | 26.º | ―    | ―    | ―    | ―    | ―    | ―    | ―    | ―    | ―    | ―    |
|                 | Tour de Francia | ―    | ―    | ―    | ―    | ―    | 64.º | Ab.  | Ab.  | ―    | ―    | ―    | ―    |
|                 | Vuelta a España | ―    | ―    | ―    | ―    | 44.º | Exp. | ―    | Ab.  | ―    | ―    | ―    | ―    |
| Mundial en Ruta | Mundial en Ruta | ―    | Ab.  | 69.º | ―    | 15.  | 28.º | ―    | ―    | ―    | Ab.  | ―    | ―    |

—: no participa
Ab.: abandono
Exp.: expulsado